# 도미니카 공화국 축구 국가대표팀
도미니카 공화국 축구 국가대표팀(스페인어: Selección de fútbol de República Dominicana)은 도미니카 공화국을 대표하는 축구 국가대표팀으로 도미니카 공화국 축구 연맹에서 관리하고 있다. 북중미 축구에서 약체로 평가받고 있는 팀들 중 하나로 1967년 5월 21일 아이티와의 국제 A매치 데뷔전에서 0-8로 패했으며 홈 구장으로는 에스타디오 파나메리카노을 사용하고 있다.

## 국제 대회 경력

### FIFA 월드컵
2014년 FIFA 월드컵 북중미카리브 지역 1차 예선에서 앵귈라를 상대로 2연승을 거두며 2차 예선에 오른 후 2차 예선에서도 2승 2무 2패·A조 2위로 역대 월드컵 지역 예선 중 가장 좋은 성적을 남겼다.

### CONCACAF 골드컵
2025년 대회 예선을 겸한 2024-25년 CONCACAF 네이션스리그 B D조에서 6전 전승·조 1위에 오르며 도미니카 공화국 축구 역사상 첫 메이저 대회 본선 진출에 성공했다.

### CONCACAF 네이션스리그

#### 2019-20년 리그 B
2019-20년 CONCACAF 네이션스리그 예선 16위로 리그 B에 편입된 도미니카 공화국은 세인트루시아, 엘살바도르, 몬트세랫과 함께 B조에 편성되어 6경기 2승 1무 3패·조 3위로 리그 B 잔류에는 성공했지만 2021년 CONCACAF 골드컵 예선 1라운드 진출에는 실패했다.

#### 2022-23년 리그 B
2022-23 시즌 리그 B에서는 벨리즈, 프랑스령 기아나, 과테말라와 함께 D조에 편성되어 6경기 2승 2무 2패·조 3위로 시즌을 마쳤다.

#### 2023-24년 리그 B
2023-24 시즌 리그 B에서는 바베이도스, 니카라과, 몬트세랫과 함께 B조에 편성되어 6경기 3승 1무 2패·조 2위로 도미니카 공화국 축구 역사상 국제 대회 역대 최고 승률을 기록하며 시즌을 마감했다.

### 카리브컵
카리브컵에는 2번 출전하여 모두 1무 2패의 초라한 성적으로 조별리그에서 탈락하는 수모를 겪었다. 

### 팬아메리칸 게임
팬아메리칸 게임에는 3번 출전했으나 3번의 대회에서 모두 단 1승도 거두지 못한 채 조별리그에서 탈락했다.

## 기타 국제 대회 경력
중앙아메리카·카리브해 경기 대회에는 5번 출전하여 이 중 1986년 대회에서 4경기 1승 1무 2패로 최종 4위에 오르는 성과를 거두었다.

## FIFA 월드컵 (본선)
| 년도   | 결과      | 순위      | 경기      | 승        | 무*       | 패        | 득점      | 실점      | 승점      |
| ------ | --------- | --------- | --------- | --------- | --------- | --------- | --------- | --------- | --------- |
| 1930년 | 없음      | 없음      | 없음      | 없음      | 없음      | 없음      | 없음      | 없음      | 없음      |
| 1934년 | 없음      | 없음      | 없음      | 없음      | 없음      | 없음      | 없음      | 없음      | 없음      |
| 1938년 | 없음      | 없음      | 없음      | 없음      | 없음      | 없음      | 없음      | 없음      | 없음      |
| 1950년 | 없음      | 없음      | 없음      | 없음      | 없음      | 없음      | 없음      | 없음      | 없음      |
| 1954년 | 없음      | 없음      | 없음      | 없음      | 없음      | 없음      | 없음      | 없음      | 없음      |
| 1958년 | 비회원국  | 비회원국  | 비회원국  | 비회원국  | 비회원국  | 비회원국  | 비회원국  | 비회원국  | 비회원국  |
| 1962년 | 불참      | 불참      | 불참      | 불참      | 불참      | 불참      | 불참      | 불참      | 불참      |
| 1966년 | 불참      | 불참      | 불참      | 불참      | 불참      | 불참      | 불참      | 불참      | 불참      |
| 1970년 | 불참      | 불참      | 불참      | 불참      | 불참      | 불참      | 불참      | 불참      | 불참      |
| 1974년 | 불참      | 불참      | 불참      | 불참      | 불참      | 불참      | 불참      | 불참      | 불참      |
| 1978년 | 예선 탈락 | 예선 탈락 | 예선 탈락 | 예선 탈락 | 예선 탈락 | 예선 탈락 | 예선 탈락 | 예선 탈락 | 예선 탈락 |
| 1982년 | 불참      | 불참      | 불참      | 불참      | 불참      | 불참      | 불참      | 불참      | 불참      |
| 1986년 | 불참      | 불참      | 불참      | 불참      | 불참      | 불참      | 불참      | 불참      | 불참      |
| 1990년 | 불참      | 불참      | 불참      | 불참      | 불참      | 불참      | 불참      | 불참      | 불참      |
| 1994년 | 예선 탈락 | 예선 탈락 | 예선 탈락 | 예선 탈락 | 예선 탈락 | 예선 탈락 | 예선 탈락 | 예선 탈락 | 예선 탈락 |
| 1998년 | 예선 탈락 | 예선 탈락 | 예선 탈락 | 예선 탈락 | 예선 탈락 | 예선 탈락 | 예선 탈락 | 예선 탈락 | 예선 탈락 |
| 2002년 | 예선 탈락 | 예선 탈락 | 예선 탈락 | 예선 탈락 | 예선 탈락 | 예선 탈락 | 예선 탈락 | 예선 탈락 | 예선 탈락 |
| 2006년 | 예선 탈락 | 예선 탈락 | 예선 탈락 | 예선 탈락 | 예선 탈락 | 예선 탈락 | 예선 탈락 | 예선 탈락 | 예선 탈락 |
| 2010년 | 예선 탈락 | 예선 탈락 | 예선 탈락 | 예선 탈락 | 예선 탈락 | 예선 탈락 | 예선 탈락 | 예선 탈락 | 예선 탈락 |
| 2014년 | 예선 탈락 | 예선 탈락 | 예선 탈락 | 예선 탈락 | 예선 탈락 | 예선 탈락 | 예선 탈락 | 예선 탈락 | 예선 탈락 |
| 2018년 | 예선 탈락 | 예선 탈락 | 예선 탈락 | 예선 탈락 | 예선 탈락 | 예선 탈락 | 예선 탈락 | 예선 탈락 | 예선 탈락 |
| 합계   |           |           |           |           |           |           |           |           |           |

## FIFA 월드컵 (예선)
| 1930년 | 없음                                        | 없음                                        | 없음                                        | 없음                                        | 없음                                        | 없음                                        | 없음                                        |      |      |
| 1934년 | 없음                                        | 없음                                        | 없음                                        | 없음                                        | 없음                                        | 없음                                        | 없음                                        |      |      |
| 1938년 | 없음                                        | 없음                                        | 없음                                        | 없음                                        | 없음                                        | 없음                                        | 없음                                        |      |      |
| 1950년 | 없음                                        | 없음                                        | 없음                                        | 없음                                        | 없음                                        | 없음                                        | 없음                                        |      |      |
| 1954년 | 없음                                        | 없음                                        | 없음                                        | 없음                                        | 없음                                        | 없음                                        | 없음                                        |      |      |
| 1958년 | 비회원국                                    | 비회원국                                    | 비회원국                                    | 비회원국                                    | 비회원국                                    | 비회원국                                    | 비회원국                                    |      |      |
| 1962년 | 불참                                        | 불참                                        | 불참                                        | 불참                                        | 불참                                        | 불참                                        | 불참                                        |      |      |
| 1966년 | 불참                                        | 불참                                        | 불참                                        | 불참                                        | 불참                                        | 불참                                        | 불참                                        |      |      |
| 1970년 | 불참                                        | 불참                                        | 불참                                        | 불참                                        | 불참                                        | 불참                                        | 불참                                        |      |      |
| 1974년 | 불참                                        | 불참                                        | 불참                                        | 불참                                        | 불참                                        | 불참                                        | 불참                                        |      |      |
| 1978년 | 2                                           | 0                                           | 0                                           | 2                                           | 0                                           | 6                                           | 0                                           |      |      |
| 1982년 | 불참                                        | 불참                                        | 불참                                        | 불참                                        | 불참                                        | 불참                                        | 불참                                        | 불참 | 불참 |
| 1986년 | 불참                                        | 불참                                        | 불참                                        | 불참                                        | 불참                                        | 불참                                        | 불참                                        | 불참 | 불참 |
| 1990년 | 불참                                        | 불참                                        | 불참                                        | 불참                                        | 불참                                        | 불참                                        | 불참                                        | 불참 | 불참 |
| 1994년 | 2                                           | 0                                           | 1                                           | 1                                           | 2                                           | 3                                           | 1                                           |      |      |
| 1998년 | 6                                           | 3                                           | 1                                           | 2                                           | 9                                           | 16                                          | 10                                          |      |      |
| 2002년 | 4                                           | 2                                           | 0                                           | 2                                           | 6                                           | 5                                           | 6                                           |      |      |
| 2006년 | 4                                           | 1                                           | 1                                           | 2                                           | 6                                           | 6                                           | 4                                           |      |      |
| 2010년 | 1                                           | 0                                           | 0                                           | 1                                           | 0                                           | 1                                           | 0                                           |      |      |
| 2014년 | 8                                           | 4                                           | 2                                           | 2                                           | 18                                          | 8                                           | 14                                          |      |      |
| 2018년 | 2                                           | 0                                           | 0                                           | 2                                           | 1                                           | 5                                           | 0                                           |      |      |
| 합계   | 29                                          | 10                                          | 5                                           | 14                                          | 42                                          | 50                                          | 35                                          |      |      |
| 순위   | 월드컵 예선 승점 순위 : 141위 (북중미 19위) | 월드컵 예선 승점 순위 : 141위 (북중미 19위) | 월드컵 예선 승점 순위 : 141위 (북중미 19위) | 월드컵 예선 승점 순위 : 141위 (북중미 19위) | 월드컵 예선 승점 순위 : 141위 (북중미 19위) | 월드컵 예선 승점 순위 : 141위 (북중미 19위) | 월드컵 예선 승점 순위 : 141위 (북중미 19위) |      |      |

## CONCACAF 골드컵
- 1963년 ~ 1973년 - 불참
- 1977년 - 예선 탈락
- 1981년 ~ 1989년 - 불참
- 1991년 ~ 1996년 - 예선 탈락
- 1998년 - 기권
- 2000년 ~ 2003년 - 예선 탈락
- 2005년 ~ 2009년 - 기권
- 2011년 ~ 2021년 - 예선 탈락

## 팬아메리칸 게임
| 팬아메리칸 게임 기록 | 팬아메리칸 게임 기록 | 팬아메리칸 게임 기록 | 팬아메리칸 게임 기록 | 팬아메리칸 게임 기록 | 팬아메리칸 게임 기록 | 팬아메리칸 게임 기록 | 팬아메리칸 게임 기록 | 팬아메리칸 게임 기록 | 팬아메리칸 게임 기록 |
| 년도                 | 결과                 | 순위                 | 경기                 | 승                   | 무*                  | 패                   | 득점                 | 실점                 | 승점                 |
| -------------------- | -------------------- | -------------------- | -------------------- | -------------------- | -------------------- | -------------------- | -------------------- | -------------------- | -------------------- |
| 1951년               | 불참                 | 불참                 | 불참                 | 불참                 | 불참                 | 불참                 | 불참                 | 불참                 | 불참                 |
| 1955년               | 불참                 | 불참                 | 불참                 | 불참                 | 불참                 | 불참                 | 불참                 | 불참                 | 불참                 |
| 1959년               | 불참                 | 불참                 | 불참                 | 불참                 | 불참                 | 불참                 | 불참                 | 불참                 | 불참                 |
| 1963년               | 불참                 | 불참                 | 불참                 | 불참                 | 불참                 | 불참                 | 불참                 | 불참                 | 불참                 |
| 1967년               | 불참                 | 불참                 | 불참                 | 불참                 | 불참                 | 불참                 | 불참                 | 불참                 | 불참                 |
| 1971년               | 조별리그             | 12위                 | 3                    | 0                    | 0                    | 3                    | 2                    | 12                   | 0                    |
| 1975년               | 진출 실패            | 진출 실패            | 진출 실패            | 진출 실패            | 진출 실패            | 진출 실패            | 진출 실패            | 진출 실패            | 진출 실패            |
| 1979년               | 조별리그             | 9위                  | 2                    | 0                    | 0                    | 2                    | 0                    | 7                    | 0                    |
| 1983년               | 진출 실패            | 진출 실패            | 진출 실패            | 진출 실패            | 진출 실패            | 진출 실패            | 진출 실패            | 진출 실패            | 진출 실패            |
| 1987년               | 진출 실패            | 진출 실패            | 진출 실패            | 진출 실패            | 진출 실패            | 진출 실패            | 진출 실패            | 진출 실패            | 진출 실패            |
| 1991년               | 진출 실패            | 진출 실패            | 진출 실패            | 진출 실패            | 진출 실패            | 진출 실패            | 진출 실패            | 진출 실패            | 진출 실패            |
| 1995년               | 진출 실패            | 진출 실패            | 진출 실패            | 진출 실패            | 진출 실패            | 진출 실패            | 진출 실패            | 진출 실패            | 진출 실패            |
| 1999년               |                      |                      |                      |                      |                      |                      |                      |                      |                      |
| 2003년               | 조별리그             | 8위                  | 3                    | 0                    | 1                    | 2                    | 2                    | 10                   | 1                    |
| 2007년               | 진출 실패            | 진출 실패            | 진출 실패            | 진출 실패            | 진출 실패            | 진출 실패            | 진출 실패            | 진출 실패            | 진출 실패            |
| 2011년               | 진출 실패            | 진출 실패            | 진출 실패            | 진출 실패            | 진출 실패            | 진출 실패            | 진출 실패            | 진출 실패            | 진출 실패            |
| 2015년               | 진출 실패            | 진출 실패            | 진출 실패            | 진출 실패            | 진출 실패            | 진출 실패            | 진출 실패            | 진출 실패            | 진출 실패            |
| 합계                 | 3회 진출(5/17)       | 조별리그(3회)        | 8                    | 0                    | 1                    | 7                    | 4                    | 29                   | 1                    |

## 주요 선수
- 미겔 요이드
- 세사르 가르시아
- 라파엘 플로레스
- 에디포 로드리게스
- 에릭 오수나
- 장 카를로스 로페즈
- 마리아노